# Rue Mandar
Rue Mandar je ulice v Paříži. Nachází se ve 2. obvodu.

## Poloha
Ulice vede od křižovatky s Rue Montorgueil a končí u Rue Montmartre. Ulice je orientována z východu na západ.

## Historie
Na návrh bankéře a politika Jeana Barthélémyho Le Couteulx de Canteleu byla tato ulice zřízena mezi lety 1792–1795, architektem Charlesem Françoism Mandarem, aby spojila Rue Montorgueil a Rue Montmartre. Její původní název zněl Cour Mandar. Jednalo se o soukromou ulici opatřenou na každé straně kovovou mříží.
Dne 11. srpna 1803 se z ní stala veřejná ulice „vydlážděná, osvětlená a čištěná na náklady obce“, která získala jméno Rue Mandar. Ulice nese jméno francouzského architekta Charlese Françoise Mandara (1757–1844), který zde bydlel a navrhl několik domů v této čtvrti.

## Zajímavost
V roce 2012 vznikl francouzský film Rue Mandar pojednávající o domu v této ulici.